# Ласло Браникович
Ласло Браникович (мађ. Branikovits László; Будимпешта, 18. децембар 1949 — Будимпешта, 16. октобар 2020) био је мађарски фудбалер, репрезентативац и тренер. За клуб и репрезентацију је играо на позицији нападача.

## Каријера

### Клуб
Из омладинског тима Ференцвароша стигао је до првог тима и брзо постао миљеник навијача због своје нападачке игре. Томе је допринела чињеница да су га, по многима, његови покрети, трикови и фигура умногоме подсећали на Флоријана Алберта. 1967. и 1968. био је изабран у тим године састављен од играча прве Мађарске лиге који су највише показали у првенству за ту сезону. Троструки је победник мађарског купа. Био је део међународних успеха зелено-белих: финалиста Купа шампиона 1968, полуфиналиста Купа УЕФА 1972, члан тима финалиста Купа сајамских градова 1975. У сезони 1975/76 и даље је био члан шампионског тима, али је до тада играо све мање утакмица. После тога, прешао је у Чепел и две године су били у врху првенствене табеле. Фудбалску каријеру је завршио у Епитоку.

### Репрезентација
У репрезентацији Мађарске наступио је осам пута између 1972. и 1975. године и постигао је 2 гола. За сениорску репрезентацију Мађарске одиграо је четири утакмице и постигао је два гола а за олимпијску репрезентацију је такоше одиграо четири утакмице али није постигао ниједан гол. Тридесет пута је играо за омладинску репрезентатацију (1964–1967), десетоструки олимпијски репрезентативац (1970–1972). Био је члан је тима који је освојио сребрну медаљу на Олимпијским играма у Минхену.

## Достигнућа
Ференцварош
- Прва лига Мађарске у фудбалу: 
  - шампион:1967, 1968, 1975/76,
- Мађарски куп:
  - Победник: 1971/72, 1973/74, 1975/76, 1977/78[5]
- Куп сајамских градова:
  - другопласирани: 1967/68.[5]
- Куп УЕФА:
  - трећи: 1971/72.
- Куп победника купова у фудбалу:
  - другопласирани: 1974/75.
- Почасни члан Ференцварошеве Куће славних (1981)

Мађарска
- Олимпијске игре: 1972 (сребрна медаља)[6]